# Андаманско море
Андаманско море (на английски: Andaman sea; на хинди: अंडमान सागर; на бирмански: မုတ္တမ; на тайски: ทะเลอันดามัน; на индонезийски: Laut Andaman) е периферно море на Индийския океан, разположено между полуостровите Индокитай на север и Малака на изток, остров Суматра, Андаманските и Никобарските острови на запад. На югоизток чрез Малакския проток се свързва с Южнокитайско море на Тихия океан, а на запад чрез множество протоци (Северен Препарис, Южен Препарис, Дънкан, Десети градус, Сомбреро, Грейт Чанъл и др.) в Андаманските и Никобарските острови – с Бенгалския залив на Индийския океан.
Дължина от север на юг 1350 km, ширина до 650 km, площ 787,7 хил.km2, обем 660 хил.km3, средна дълбочина 870 m, максимална 4419,6 m, разположена в западната му част. Бреговете му са предимно низинни, заблатени, като изобилстват малките заливи и полуострови между тях. На север е разположен големия залив Моутама (Мартабан), а в източната му част е архипелага Мьой (Мергуи). От север в него се вливат големите реки Иравади и Салуин. Дъното му е покрито с баластра, чакъл и пясък. Климатът е тропичен, влажен, мусонен. Средна температура на въздуха през февруари 26 °C, през август 27 °C. Годишна сума на валежите над 3000 mm. През зимата теченията са в югозападно и западно направление, а през лятото – с източно и югоизточно. Средна температура на водата на повърхността през февруари 26 – 28 °C, през май 29 °C. Соленост 31,5 – 32,5‰ през лятото, 30,0 – 33,0‰ през зимата, като в северната му част под влиянието на постъпващата прясна вода внасяна от реките Иравади и Салуин солеността пада до 20 – 25‰. На дълбочина повече от 1600 m температурата на водата остава постоянна до дъното и е равна на 4,8 °C. Приливите са полуденонощни с височина до 7,2 m. Животинският свят е богат: делфин Иравади, дюгон, летящи риби, южна селда и др. Основни пристанища: Янгон, Моуламяйн (Мианмар); Чумпхон (Тайланд); Пенанг (Малайзия); Медан (Индонезия); Порт Блер (Андамански острови).
През декември 2004 година в морето започва разрушително земетресение и причинява мощно цунами, което нанася големи щети и взема човешки жертви по крайбрежието на Тайланд.

## Страни с излаз
- Мианмар
- Тайланд
- Малайзия
- Индонезия
- Индия